# Wu Shuang Pu

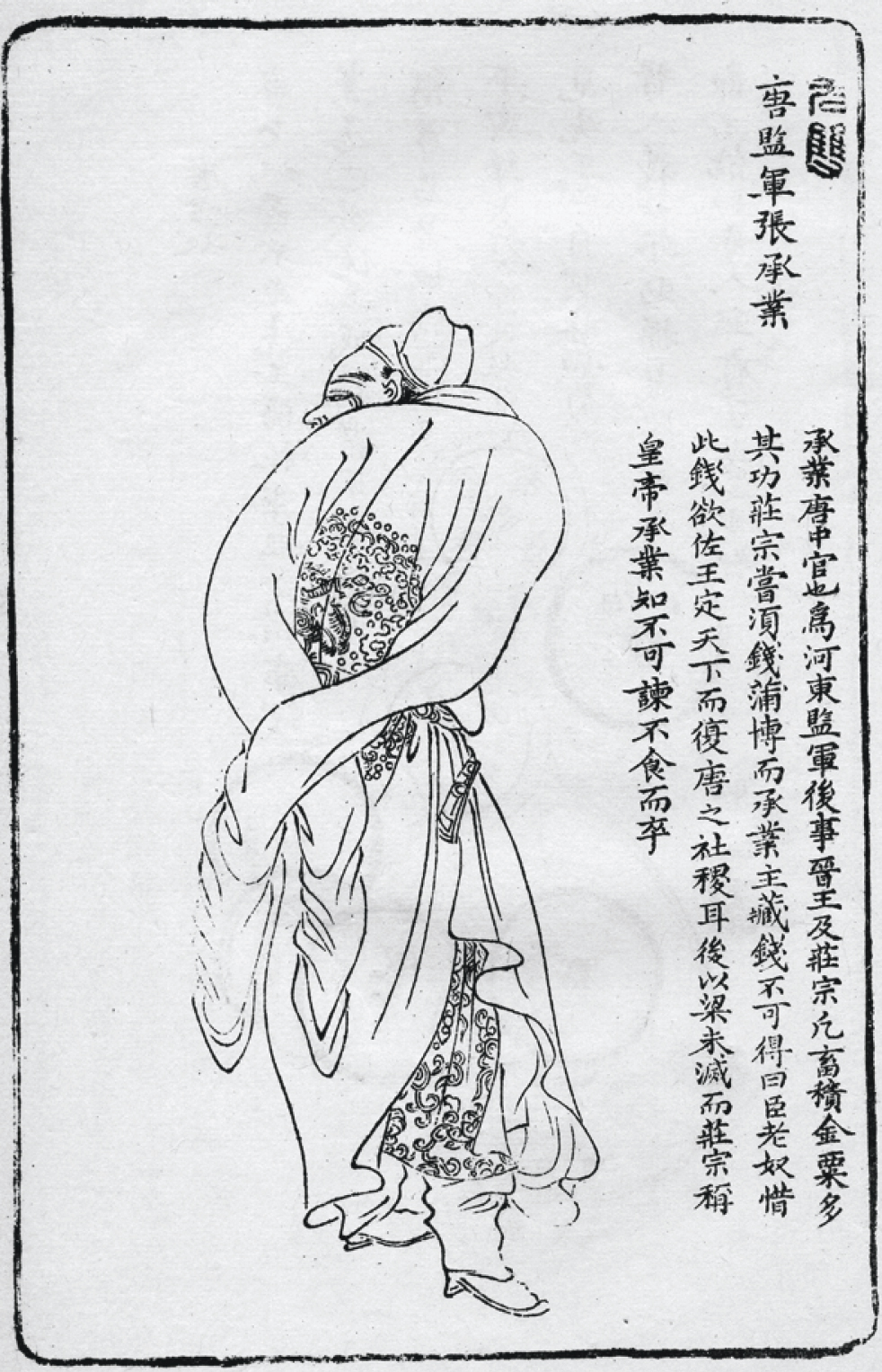
Zhang Chengye așa cum este descris în Wu Shuang Pu (無雙 譜, Tabelul eroilor fără egal) de Jin Guliang

Wu Shuang Pu (無雙 譜; Tabelul eroilor fără egal) este o carte de tipărituri gravate pe lemn, tipărită pentru prima dată în 1694, de pictorul Jin Shi (金 史), care era cunoscut sub numele de Jin Guliang (金 古 良).   Această carte conține biografiile și portretele imaginate a 40 de eroi și eroine notabile de la Dinastia Han până la Dinastia Song,  toate ghidate de un poem asociat. Ilustratiile din carte au fost larg distribuite și reutilizate, adesea ca motive pe portelanul chinezesc.   Jin Guliang urmărea exemplele lui Cui Zizhong (崔子忠),  care a inițiat prima renaștere majoră a picturii de figuri de după dinastia Song. Jin Guliang a compilat cartea împreună cu Zhu Gui (朱 圭).   Jin spune în cartea sa că acești eroi nu au nicio paralelă, acești eroi sunt fără egal.

## Biografii incluse
| Nr. | Nume   | Traducere (pinyin)                                                                                          |
| --- | ------ | --- |
| 1   | 张良   | Zhang Liang (cca. 250-189 î.H.) (Zhang Zifang 张子房, Liu Hou 留侯), pinyin: Zhāng Liàng                    |
| 2   | 項籍   | Xiang Ji (232-202 î.H.) (Xiang Yu 项羽) (Xichu Bawang 西楚霸王), pinyin: Xiàng Jí                           |
| 3   | 伏生   | Fu Sheng (cca. 268-178 î.H.), pinyin: Fú Shēng                                                              |
| 4   | 东方朔 | Dongfang Shuo (154-93 î.H.) (Dong Fang Man Qian 东方曼倩), pinyin: Dōngfāng Shuò                            |
| 5   | 张骞   | Zhang Qian (164-114 î.H.), pinyin: Zhāng Qiān                                                               |
| 6   | 苏武   | Su Wu (140-60 î.H.) (Su Si Qing 苏子卿), pinyin: Sū Wǔ                                                      |
| 7   | 司马迁 | Sima Qian (cca. 145-86 î.H.) (Long Men Si 龙门司, Ma Qian Si 马迁司, Ma Zi Chang 马子长), pinyin: Sīmǎ Qiān |
| 8   | 董贤   | Dong Xian (23-1 î.H.), pinyin: Dǒng xián                                                                    |
| 9   | 严子陵 | Yan Zi Ling (cca. 0-75) (Yan Xiansheng 严先生, Yan Guang 嚴光), pinyin: Yán Zǐ Líng                         |
| 10  | 曹娥   | Cao E (c. 130-143) (Cao Xiaonü 曹孝女), pinyin: Cáo É                                                       |
| 11  | 班超   | Ban Chao (32-102) (Ding Yuan Hou 定远侯), pinyin: Bān Chāo                                                  |
| 12  | 班昭   | Ban Zhao (45-116) (Ban Huiban 班惠班, Cao Daijia 曹大家), pinyin: Bān Zhāo                                  |
| 13  | 赵娥   | Zhao E (cca. 150-250) (Zhao E Qin 趙娥親), pinyin: Zhào É                                                   |
| 14  | 孙策   | Sun Ce (175-200) (Jiang Dong Sun Lang 江东孙郎), pinyin: Sūn Cè                                             |
| 15  | 诸葛亮 | Zhuge Liang (181-234) (Han Cheng Qiang 汉承相), pinyin: Zhūgě Liàng                                         |
| 16  | 焦孝然 | Jiao Xiao Ran (cca. 481-221 BC) (Yin Shi 隐士), pinyin: Jiāo Xiào Rán                                       |
| 17  | 刘谌   | Liu Chen (cca. 220-263) (Beidi Wang, Prince of Beidi 北地王), pinyin: Liú Chén                              |
| 18  | 羊祜   | Yang Hu (221-278) (Yang Shu Zi 羊叔子), pinyin: Yáng Hù                                                     |
| 19  | 周处   | Zhou Chu (236-297), pinyin: Zhōu Chǔ                                                                        |
| 20  | 绿珠   | Luzhu (c. 250-300), pinyin: Lǜ Zhū                                                                          |
| 21  | 陶渊明 | Tao Yuanming (365-427), pinyin: Táo Yuānmíng                                                                |
| 22  | 王猛   | Wang Meng (325-375) (Wang Jing Lue 王景略), pinyin: Wáng Měng                                               |
| 23  | 謝安   | Xie An (320-385) (Xie Gong 谢公, Jin Tai Fu 晋太傅) (Xie Anshi 謝安石), pinyin: Xiè Ān                      |
| 24  | 苏蕙   | Su Hui (poet) (351-381) (Su Ruo Lan 苏若兰), pinyin: Sū Huì                                                 |
| 25  | 花木兰 | Hua Mulan (cca. 400-500), pinyin: Huā Mùlán                                                                 |
| 26  | 冼夫人 | Xian Fu Ren (cca. 512-602) (Lady Xian) (Qiaoguo Fu Ren 谯国夫人), pinyin: Xiǎn Fū Ren                       |
| 27  | 武则天 | Wu Zetian (624-705) (Wu Zhao 武曌), pinyin: Wǔ Zé tiān                                                      |
| 28  | 狄仁杰 | Di Renjie (Liang Gong 梁公) (630-700), pinyin: Dí Rénjié                                                    |
| 29  | 安金藏 | An Jincang (cca. 600-800) (dai guo gong le gong an 代国公乐工安金藏), pinyin: Ān Jīn Cáng                   |
| 30  | 郭子仪 | Guo Ziyi (697-781) (Shangfu Guo/changfu Guo, fen yang wang 尚父郭汾阳王), pinyin: guō zǐyí                  |
| 31  | 李白   | Li Bai (701-762) (Li Tai Bai, Li po, Li Tai Po, Li Qing Lian, (Hao) Qinglian Jushi), pinyin: Lǐ Bái         |
| 32  | 李畢   | Li Bi (722-789) (Li Mi 李泌), (Liye Hou 李邺侯), pinyin: Lǐ Bì                                              |
| 33  | 张承业 | Zhang Chengye (846-922) (Tang Jian Jun 唐建军), pinyin: Zhāng Chéng Yè                                      |
| 34  | 冯道   | Feng Dao (882-954) (chang yue lao 长乐老), pinyin: Féng Dào                                                 |
| 35  | 陳摶   | Chen Tuan (871-989) (Chen Chuan 陈抟, Chen Tunan, Xian Cheng), pinyin: Chén Tuán                            |
| 36  | 钱镠   | Qian Liu (852-932) (Qian X), (吴越钱武肃王 wu yue qian wu su wang), pinyin: Qián liú                        |
| 37  | 安民   | An Min (cca. 1050-1125), pinyin: Ān Mín                                                                     |
| 38  | 陈东   | Chen Dong (1086-1127) (Tai Xue Lu 太学绿), pinyin: Chén Dōng                                                |
| 39  | 岳飞   | Yue Fei (1103-1142) (Yue E Wang 岳鄂王), pinyin: Yuè Fēi                                                    |
| 40  | 文天祥 | Wen Tianxiang (1236-1283) (Wen Chengxiang 丞相), pinyin: Wén Tiānxiáng                                      |

## Republicări selectate (chineză)
- Jin, Guliang (1996). Wu shuang pu. Shijiazhuang, China: Hebei Editura Poporului. ISBN 7531008157.
- Jin, Guliang (2013). Wu shuang pu. Hefei, China: Anhui Editura Poporului. ISBN 7212060542.

## Republicări selectate (engleză)
- Jacobs, Arno (2021). The Beauty of Chinese Porcelain, Symbolism and WuShuangPu. ISBN 9798716899834.